# 楠葉宏三
楠葉 宏三（くすば こうぞう、1947年 - 2018年3月20日）は日本の男性アニメーション作家、監督。愛媛県宇和島市出身。

## 略歴・人物
1971年、東京ムービーに入社。日本アニメーションに移籍後、1981年に『フーセンのドラ太郎』で監督デビュー。『世界名作劇場』シリーズの中期から後期の作品を担当し、シリーズ最多7本の監督を務める。2004年よりフリーランス。
2005年4月からリニューアルした『ドラえもん (2005年のテレビアニメ)』の総監督に就任し、2012年まで務めた。以降はテレビシリーズの各話絵コンテ・演出を多数手がけている。『映画ドラえもん のび太の恐竜2006』では総監督として外部打ち合わせや制作現場の環境整備などに務め（実制作のほとんどは監督の渡辺歩に任せっきりだったという）、原作漫画を上手く脚本に置き換える作業などを行った。その後、『映画ドラえもん のび太の人魚大海戦』（2010年）、『映画ドラえもん のび太と奇跡の島 〜アニマル アドベンチャー〜』（2012年）では、総監督ではなく監督として登板している。
2018年3月20日死去。

## 主な参加作品

### テレビアニメ
- ど根性ガエル （1972年-1974年、制作進行）
- 小さなバイキングビッケ （1974年-1975年、アシスタントディレクター[3]）
- アラビアンナイト シンドバットの冒険 （1975年-1976年、アシスタントディレクター）
- あしたへアタック! （1977年、演出）
- ペリーヌ物語 （1978年、演出）
- 赤毛のアン （1979年、演出）
- アニメーション紀行 マルコ・ポーロの冒険 （1979年-1980年、構成）
- トム・ソーヤーの冒険 （1980年、絵コンテ・演出）
- 家族ロビンソン漂流記 ふしぎな島のフローネ （1981年、絵コンテ・演出）
- フーセンのドラ太郎 （1981年　監督）
- 南の虹のルーシー （1982年、絵コンテ・演出）
- アルプス物語 わたしのアンネット （1983年、監督）
- ふしぎの国のアリス （1983年、監督[4]）
- 愛少女ポリアンナ物語 （1986年、監督）
- 小公子セディ （1988年、監督[5]）
- ピーターパンの冒険（1989年、絵コンテ[6]）
- ちびまる子ちゃん （第1期：1990年-1992年 / 第2期：1995年-、絵コンテ・演出）
- 私のあしながおじさん （1990年、絵コンテ）
- トラップ一家物語 （1991年、監督[7]）
- 若草物語 ナンとジョー先生 （1993年、監督）
- 七つの海のティコ （1994年、絵コンテ・演出）
- ロミオの青い空 （1995年、監督）
- 家なき子レミ （1996年-1997年、監督）
- onちゃん夢パワー大冒険! （2003年、監督）
- それいけ!ズッコケ三人組 （2004年、絵コンテ・演出）
- デュエル・マスターズ チャージ （2004年-2005年、絵コンテ）
- ドラえもん (2005年のテレビアニメ) （2005年-、総監督[8]・脚本・絵コンテ・演出）

### OVA
- 新カラテ地獄変1 血の黙示録 （1990年、監督）
- ぶっちぎり3 （1991年、監督）

### 劇場アニメ
- 機関車先生 （1997年、監督）
- MARCO　母をたずねて三千里 （1999年、監督）
- 映画ドラえもんシリーズ
  - 映画ドラえもん のび太の恐竜2006 （2006年、総監督・脚本）
  - 映画ドラえもん のび太の新魔界大冒険 〜7人の魔法使い〜 （2007年、総監督）
  - 映画ドラえもん のび太と緑の巨人伝 （2008年、総監督）
  - 映画ドラえもん 新・のび太の宇宙開拓史 （2009年、総監督・絵コンテ・おまけ映像）
  - 映画ドラえもん のび太の人魚大海戦 （2010年、監督・絵コンテ）
  - 映画ドラえもん 新・のび太と鉄人兵団 〜はばたけ 天使たち〜 （2011年、おまけ映像）
  - 映画ドラえもん のび太と奇跡の島 〜アニマル アドベンチャー〜 （2012年、監督・絵コンテ）
  - 映画ドラえもん のび太のひみつ道具博物館 （2013年、オープニング絵コンテ・演出）
- シンドバッドシリーズ
  - シンドバッド 魔法のランプと動く島（2016年、絵コンテ・演出）
  - シンドバッド 真昼の夜とふしぎの門（2016年、絵コンテ）

### 世界名作劇場・完結版
- 2000年-2001年にかけてBSフジにて放送された再編集版 （全23作品の構成・監督を担当）